# 拉希德体育场

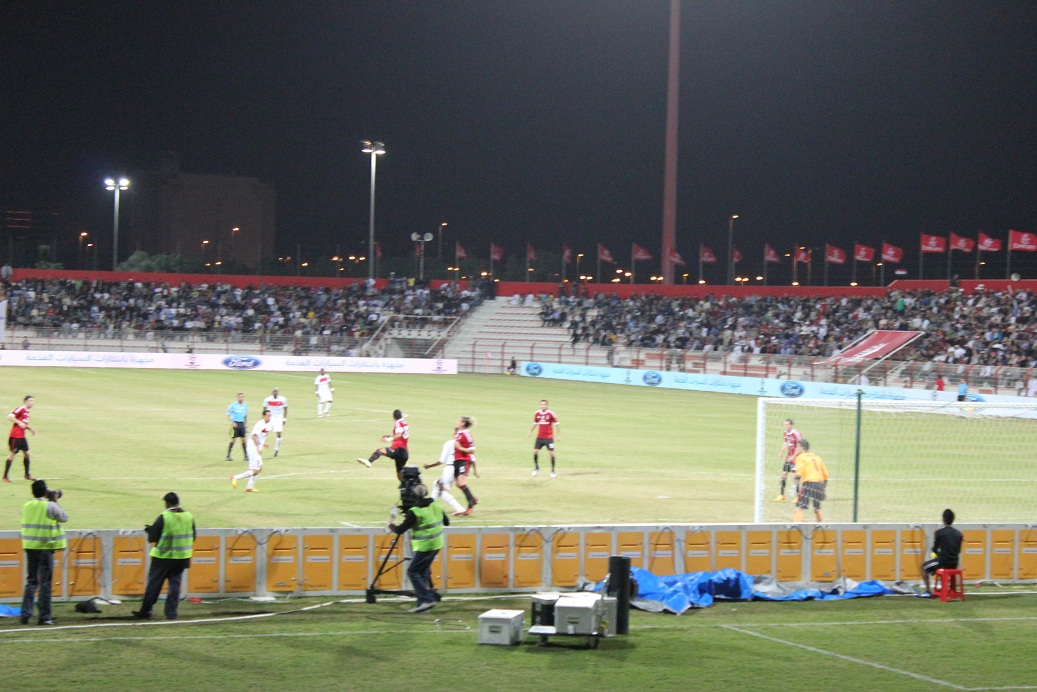
AC米兰对阵巴黎圣日耳曼，摄于2012年1月

拉希德体育场（阿拉伯语：‎）是一座位于阿联酋迪拜的多功能体育场，主要用于用于足球和橄榄球比赛，现为阿联酋阿拉伯海湾联赛球队阿尔阿里足球会的主场，建于1948年，容纳人数8,844人。